# Yūki Obata
Yūki Obata (japanisch 小畑 友紀 Obata Yūki; * 9. Januar) ist eine japanische Mangaka. Ihr bekanntestes Werk ist die Liebesgeschichte Bokura ga Ita, die auch verfilmt und unter anderem ins Deutsche übersetzt wurde.

## Werdegang und Werk
Obatas Debüt war die Kurzgeschichte Rain Drops, die 1998 im Magazin Bessatsu Shōjo Comic erschien. Für diese erhielt sie eine lobende Erwähnung in der Kategorie für Newcomer beim Shōgakukan-Manga-Preis. Es folgten weitere Kurzgeschichten und kürzere Serien. Ihre Werke erschienen allesamt im Shōjo-Magazinen, richten sich also an weibliche Jugendliche. Fast alle sind romantische Dramen, einige Komödien. Obatas erste und einzige längere Serie war Bokura ga Ita, die von 2002 bis 2012 erschien und 16 Bände erreichte. Der Manga wurde in viele Sprachen übersetzt, darunter ab 2006 für Egmont Manga ins Deutsche, und 2006 als Anime-Fernsehserie ausgezeichnet. Die Geschichte erzählt von den komplexen Gefühlen einer Schülerin zu ihrem Klassenkameraden, über den sie nach und nach mehr erfährt. Die Bände verkauften sich in Japan bis zum Ende der Serie 2012 über 12 Millionen Mal, manche der Bände über 350.000 Mal in den ersten Wochen nach Veröffentlichung. 2005 erhielt der Manga den Shōgakukan-Manga-Preis in der Kategorie „Shōjo“. In einer Umfrage des Lifestyle-Magazins Oricon wurde der Manga unter die zehn besten Serien gewählt, die das Empfinden junger Mädchen wiedergeben.
Originale von Obata, vor allem aus der Arbeit an Bokura ga Ita, wurden 2010 im Bahnhof Kushiro ausgestellt sowie 2012 in Sapporo und Tokio.

## Bibliografie (Auswahl)
- Rain Drops (1998, Kurzgeschichte)
- Kimi no Kachi (きみの勝ち, 2000, 1 Band, Kurzgeschichtensammlung)
- Suki Kirai Suki. (スキキライ好き, 2000, 1 Band)
- Maru Sankaku Shikaku (まる三角しかく, 2001, 2 Bände)
- Sumire wa Blue (スミレはブルー, 2002, 2 Bände)
- Bokura ga Ita (僕等がいた, 2002–2012, 16 Bände)
- Sweet: Torokechau Koimonogatari (Sweetトロけちゃう恋物語, 2003, 1 Band)
- Haru Meguru (春巡る, 2012, 2 Bände)
- Long Goodbye (2012, 1 Band)